# کالوی هینانن
کالوی هینانن (فنلاندی: Kalevi Heinänen; ۱۳ مارس ۱۹۲۷ – ۲۷ ژوئن ۲۰۰۸) بازیکن بسکتبال اهل فنلاند بود. وی در بازی‌های المپیک تابستانی ۱۹۵۲ حضور داشته‌است.